# Palmerston (atol)
Palmerston (tradycyjna nazwa Avarua) – atol wchodzący w skład Południowych Wysp Cooka, należący administracyjnie do terytorium zależnego Nowej Zelandii – Wyspy Cooka. Atol stanowi jednocześnie jednostkę administracyjną o takiej samej nazwie.
Atol ma powierzchnię 2,1 km², a zamieszkany jest przez 58 mieszkańców (dane na 2016 rok). W skład atolu wchodzi 6 większych wysp i kilkadziesiąt drobnych wysepek, z których najważniejszymi są: Palmerston, North, Bird i Toms. Na atolu znajduje się tylko jedna miejscowość – Palmerston − położona na wyspie o tej samej nazwie, w której mieszka większość mieszkańców atolu.
Atol został odkryty w 1774 przez Jamesa Cooka, a od 1888 wraz z innymi wyspami archipelagu stanowił protektorat brytyjski, zwany od 1891 Cook Islands Federation. W 1901 atol wraz z całym archipelagiem Wysp Cooka został przekazany Nowej Zelandii.

## Historia
William Marsters urodził się w Birmingham w roku 1821, a w 1835 (jako 14-latek) wyruszył w morze. Przez jakiś czas pracował na różnych statkach, a w roku 1848, w czasie kalifornijskiej gorączki złota, znalazł się w Ameryce, gdzie próbował szczęścia, ale bez powodzenia. Z Kalifornii, statkiem przewożącym guano, pożeglował do atoli Penrhyn i Manuae, gdzie zapewne zdobył informacje o niezamieszkałym atolu Palmerston.
W roku 1862, w pełni świadomy wyboru, wylądował tam z żoną, Polinezyjką z Tuamotu, jej siostrą i przyjacielem Fernandem z Manihiki. Po jakimś czasie Fernando opuścił atol, jak się okazało na zawsze, zostawiając Mastersa z obiema kobietami. Wkrótce dołączyła do nich druga siostra żony i tym sposobem William został mężem trzech sióstr. Założyli na wysepkach atolu plantacje palm kokosowych, a Marsters otrzymał od królowej Wiktorii licencję na gospodarowanie atolem na okres stu lat.
Gdy zmarł w roku 1899 pozostawił po sobie 23 dzieci pochodzące od trzech matek. Wszyscy mieszkańcy atolu noszą nazwisko Marsters, wszyscy mówią po angielsku, jego XIX-wieczną odmianą. Język ten rozwijał się w całkowitym odosobnieniu. 
Pozostawieni sami sobie przez kilka pokoleń stanowią zadziwiający przykład ewolucji i dziedziczności. Małżeństwa dobierane są według drobiazgowo opracowanego klucza. Dopiero gdy komuś zabraknie pary, szuka się kandydatów na współmałżonków na innych wyspach. Warunkiem jest przyjęcie nazwiska Marsters. Wśród mieszkańców nie da się zaobserwować zwyrodnień spowodowanych zbyt bliskimi związkami krwi.
W pierwszych latach osadnictwa przewidujący William Marsters kazał pośrodku zupełnie płaskiej wysepki usypać wzgórze. Codziennie każdy z mieszkańców − nawet dzieci − musiał przynieść w wyznaczone miejsce określoną ilość korala lub piasku. W ten sposób powstał 8-metrowy pagórek, na którym zasadzono duże i mocne drzewa. Dzięki temu w latach 1925 i 1926 mieszkańcy zdołali przeżyć dwa potężne huragany, bowiem fale, przewalając się przez wyspę, niszczyły wszystko na swej drodze.
Przez następne trzy lata żaden statek nie zawinął do atolu Palmerston. Mieszkańcy byli przekonani, że huragany spowodowały koniec świata i że tylko oni przeżyli. Żywili się rybami i orzechami powoli odrastających palm kokosowych, a odzież sporządzali z włókien roślinnych.
Pierwszym Polakiem, jaki wylądował na atolu Palmerston był samotny żeglarz Erwin Weber, który w roku 1936, na jachcie „Farys”, żeglował samotnie dookoła świata. Pozostała po nim pamiątka: mały koralowy pilers w lagunie nazywany przez mieszkańców „rafą Webera”.

## Demografia
Liczba ludności zamieszkującej atol Palmerston:
| 1971 | 1976 | 1981 | 1986 | 1996 | 2001 | 2006 | 2011 | 2016 |
| ---- | ---- | ---- | ---- | ---- | ---- | ---- | ---- | ---- |
| 62   | 56   | 51   | 66   | 49   | 48   | 63   | 60   | 58   |

Od połowy XX wieku, pomimo wysokiego przyrostu naturalnego, liczba ludności atolu spada. Głównym powodem takiego stanu rzeczy jest emigracja zarobkowa na największą i najludniejszą spośród Wysp Cooka Rarotongę oraz do Nowej Zelandii.